# Sobór Narodzenia Matki Bożej w Mikołajowie
Sobór Narodzenia Matki Bożej – prawosławny sobór w Mikołajowie, katedra eparchii mikołajowskiej Ukraińskiego Kościoła Prawosławnego Patriarchatu Moskiewskiego.

## Historia
Cerkiew została zbudowana w końcu XVIII w. z inicjatywy kupców, który osiedli w niedawno powstałym, rozwijającym się mieście. W 1794 wystąpili oni o zgodę na ufundowanie nowej świątyni. Pomysł wzniesienia obiektu pobłogosławił metropolita noworosyjski Gabriel (a zatem musiało to nastąpić najwcześniej w 1798). Projekt zakładał budowę obszernej świątyni z trzema ołtarzami (Narodzenia Matki Bożej, św. Mikołaja z Miry oraz świętych mnichów Zozyma i Sawwacjusza Sołowieckich); już w 1799 okazało się, że zgromadzone fundusze nie wystarczą na jego realizację. Wówczas metropolita Gabriel, na wniosek wojskowego komendanta miasta księcia Wiaziemskiego, kierującego administracją miejską Turczeninowa i fundatorów, zgodził się na wzniesienie znacznie skromniejszej cerkwi Narodzenia Matki Bożej z jednym ołtarzem, w stylu klasycystycznym. Kamień węgielny pod jej budowę położono w 1799, prace budowlane trwały rok. 8 grudnia 1800 świątynię konsekrowano. Z uwagi na okoliczności powstania cerkiew nazwano Starokupiecką – do 1861 była to część jej oficjalnej nazwy. Początkowo cerkiew wzniesiona była z kamienia i drewna, z tego drugiego materiału wykonano jej górne partie. W 1818 były one już w na tyle złym stanie, że tę część obiektu rozebrano. Dziesięć lat później powiększono świątynię o dwa ołtarze boczne – Świętych Konstantyna i Heleny oraz św. Mitrofana z Woroneża. Następnie podwyższono murowane ściany cerkwi do 38 metrów. W 1828 obiekt otrzymał honorową rangę soboru – najważniejszej świątyni prawosławnej w mieście. W 1870 do soboru dobudowano dzwonnicę, na której zawieszono ponad ośmiotonowy dzwon. 
Po rewolucji październikowej sobór został zamknięty. W latach 30. XX wieku zniszczono główną kopułę świątyni i górne kondygnacje soborowej dzwonnicy. Obiekt został zwrócony Kościołowi prawosławnemu w 1992. W tym samym roku Mikołajów stał się siedzibą samodzielnej eparchii prawosławnej, której katedrą uczyniono sobór Narodzenia Matki Bożej.